# السلطان والشاه (مسلسل)
مسلسل السلطان والشاه مسلسل تاريخي مصري عُرض في شهر رمضان عام 2018، تدور أحداث المسلسل حول الصراع بين السلطان العثماني سليم الأول والشاه الفارسي إسماعيل الصفوي، وتسلط الأحداث الضوء على فحوى هذه الحقبة الزمنية التي غيرت مسار الحياة السياسية في المنطقة العربية، وكيف أن هذا الصراع أثر على التاريخ الذي انعكس امتداده على الحاضر بشكل كبير.
المسلسل من كتابة عباس الحربي وهيثم السيد، وإخراج محمد عزيزية

## الممثلون
يشارك في المسلسل مجموعة من نجوم الدراما المصرية والعربية هم:
| الممثل              | الدور          |
| ------------------- | -------------- |
| سامر المصري         | سليم الأول     |
| محمد رياض           | إسماعيل الصفوي |
| عبد الرحمن أبو زهرة | بايزيد الثاني  |
| كمال أبو رية        | ستاجلو         |
| مادلين طبر          | كلبهار         |
| زهير النوباني       | مصطفى          |
| صفاء سلطان          | ياقوتة         |
| ميسون أبو أسعد      | خولة           |
| نادرة عمران         | أم رافع        |
| سميرة بارودي        | عائشة          |
| مارغو حداد          | تاجلو          |
| جواد الشكرجي        | مزعل           |
| جهاد سعد            | أوغلو          |
| أحمد ماهر[ ؟ ]      | ميرزا          |
| ليليا الأطرش        | بيكي           |
| ديما بياعة          | الرعد          |
| محمد يحيى           | مراد           |
| جلال العشري         | حاتم           |
| أحمد حلاوة          | إدريس          |

## وصلات خارجية
- صفحة المسلسل على موقع elcinema.com